# La luce del mondo (Hunt)
(Apocalisse 3:20)
La luce del mondo (The Light of the World) è un dipinto allegorico di William Holman Hunt realizzato tra il 1853 e il 1854. Rappresenta la figura di Gesù in procinto di bussare ad una porta ricoperta di erbacce e a lungo non aperta.
Secondo Hunt: «la porta nel dipinto è senza maniglia, e pertanto può essere aperta solo dall'interno, il che rappresenta la mente ostinatamente chiusa». Interessante notare dalla lampada si illumina la mezzaluna araba e la stella di David.

Hunt, 50 anni dopo averlo pitturato, sentì che doveva spiegarne il simbolismo.
L'originale, dipinto di notte in una capanna improvvisata a Worcester Park nel Surrey, si trova adesso in una sala laterale della cappella del Keble College a Oxford. 
Verso la fine della sua vita, Hunt dipinse anche una versione del quadro a grandezza naturale. L'opera, dopo un tour mondiale durante il quale attrasse grandi folle, venne poi collocata nella Cattedrale di St. Paul a Londra.
Nell'epoca vittoriana questo dipinto fu oggetto di una grande devozione popolare  e nel 1873 ispirò il musicista Arthur Sullivan che compose un oratorio con lo stesso titolo: The Light of the World.